# Ingeniería

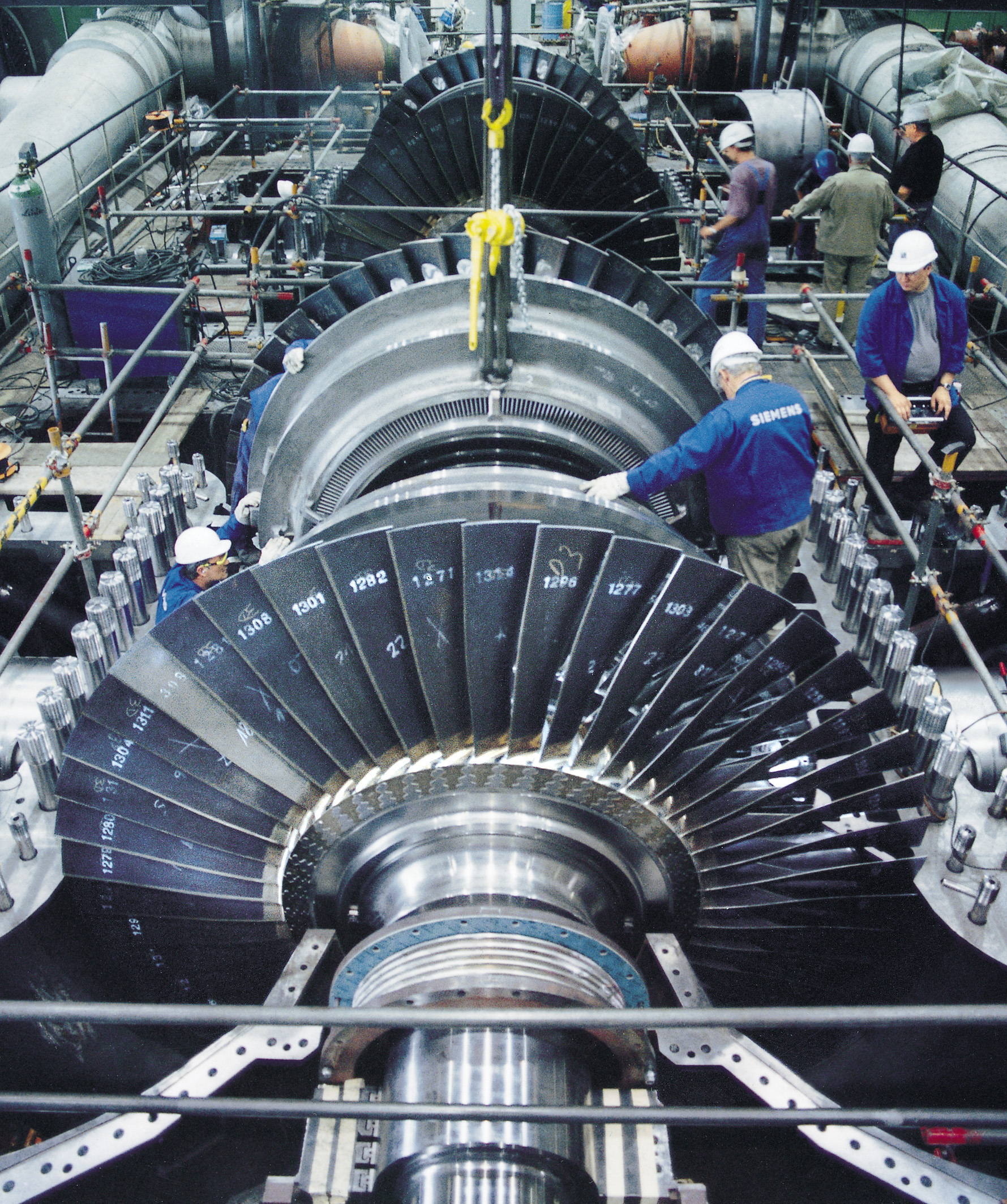
El diseño de una turbina requiere de colaboración de ingenieros de diversas ramas. Los ingenieros de cada especialización deben tener conocimientos básicos de otras áreas afines, para así resolver problemas complejos y de disciplinas interrelacionadas.

La ingeniería («ingenio», del latín ingenium, «engendrar, producir», y sufijo -ería (conjunto); «estudio y aplicación de tecnología») es el uso de principios científicos para diseñar y construir máquinas, estructuras y otros entes, incluyendo puentes, túneles, caminos, vehículos, edificios, sistemas y procesos. Aprovecha el cúmulo de conocimientos tecnológicos para la innovación, invención, desarrollo y mejora de técnicas y herramientas para satisfacer las necesidades y resolver problemas técnicos tanto de las personas como de la sociedad.
El ingeniero se apoya en las ciencias básicas (matemática, física, química, biología, ciencias económicas y administrativas, ciencias de la ingeniería, ingeniería aplicada) tanto para el desarrollo de tecnologías, como para el manejo eficiente y productivo de recursos y fuerzas de la naturaleza en beneficio de la sociedad. La ingeniería es una actividad que transforma el conocimiento en algo práctico.
La ingeniería aplica los conocimientos y métodos científicos a la invención o perfeccionamiento de tecnologías de manera pragmática y ágil, adecuándose a las limitaciones de tiempo, recursos, requisitos legales, requisitos de seguridad, ecológicos, etc.
Su estudio como campo del conocimiento está directamente relacionado con el comienzo de la Revolución Industrial, constituyendo una de las actividades pilares en el desarrollo de las sociedades modernas.
Actualmente la ingeniería se clasifica en diversas áreas según su campo de aplicación.

## Definición
La ingeniería es una disciplina amplia y en cierta medida cambiante, ya que depende en gran medida del avance tecnológico y de las herramientas de las que hacen uso los ingenieros; además, la educación en ingeniería no es homogénea y su duración, entre otros aspectos, difiere internacionalmente. Además, la ingeniería es en muchos países una profesión regulada y cuya educación formal ha de adaptarse a la normativa nacional.

## Historia

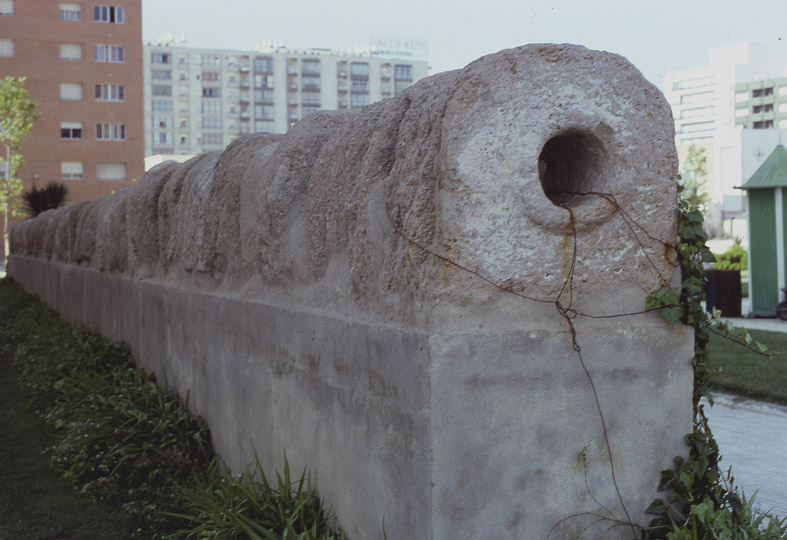
Tramo del acueducto de Gades (actual Cádiz, España). Muchas ciudades del mundo antiguo utilizaban cañerías de madera, cerámica o piedra que se fabricaban en tramos de sección normalizada según el caudal deseado.

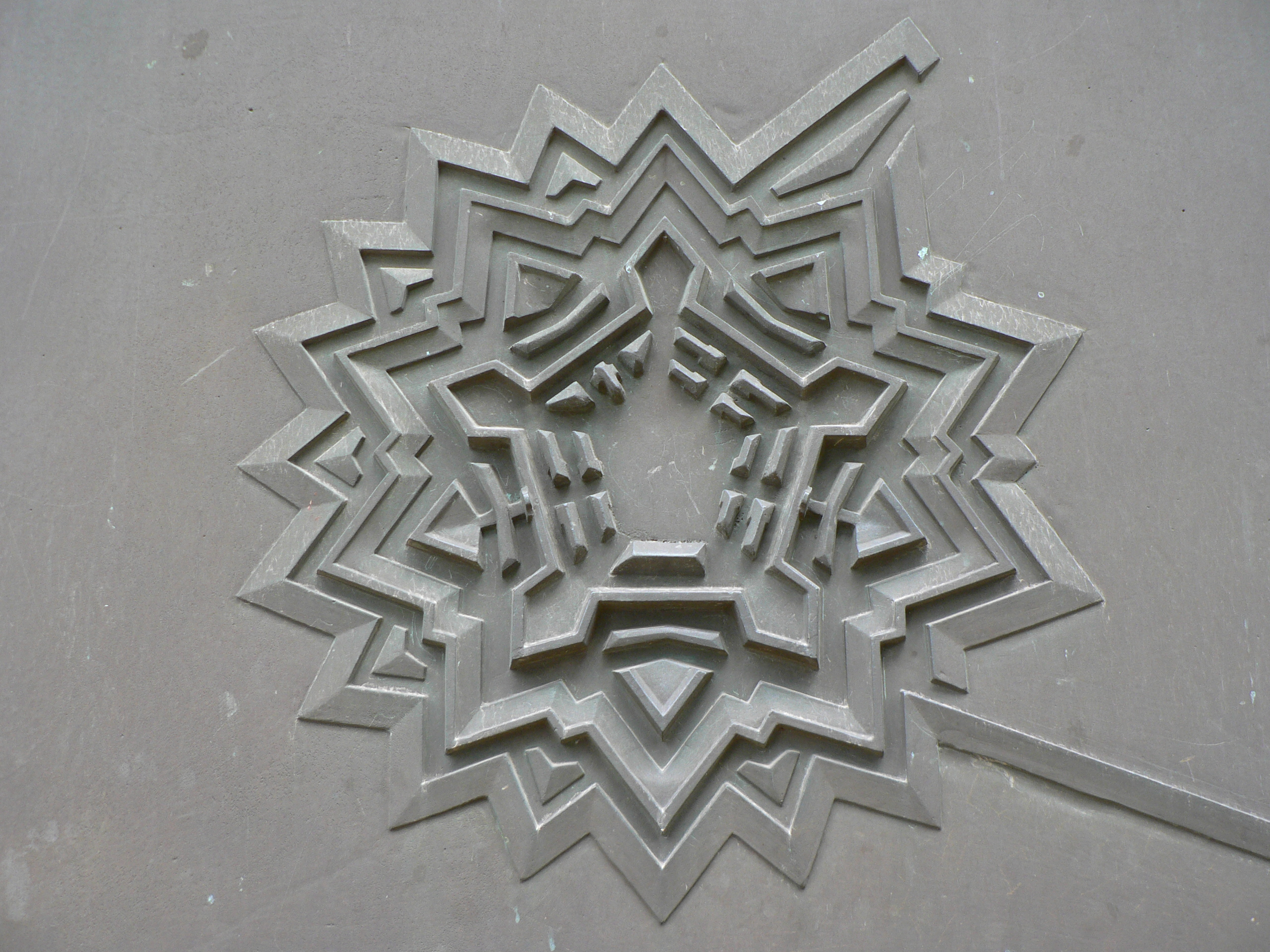
Mapa en relieve de la ciudadela de Lille, diseñado en 1668 por Vauban, el ingeniero militar más destacado de su época.

La ingeniería ha existido desde la antigüedad, cuando el hombre ideó inventos como la cuña, la palanca, la rueda, la polea, entre otros muchos inventos.
El término ingeniería se deriva de la palabra ingeniero, que a su vez se remonta al siglo XIV cuando un ingeniero (literalmente, uno que construye u opera una máquina de asedio) se refería a «un constructor de máquinas militares». En este contexto, ahora obsoleto, un «motor» se refería a una máquina militar, es decir, un artilugio mecánico utilizado en la guerra (por ejemplo, una catapulta). Ejemplos notables del uso obsoleto que han sobrevivido hasta el día de hoy son los cuerpos de ingenieros militares, por ejemplo, el Cuerpo de Ingenieros del Ejército de los Estados Unidos.
La palabra «motor» (en inglés «engine») en sí es de origen aún más antiguo, y en última instancia deriva del latín ingenium (c. 1250), que significa «cualidad innata, especialmente poder mental, por lo tanto, una invención inteligente».
Más tarde, a medida que el diseño de estructuras civiles, como puentes y edificios, maduró como disciplina técnica, el término ingeniería civil entró en el léxico como una forma de distinguir entre los que se especializan en la construcción de tales proyectos no militares y los involucrado en la disciplina de la ingeniería militar.

### Edad Antigua

Los antiguos romanos construyeron acueductos para llevar un suministro constante de agua limpia y fresca a las ciudades y pueblos del imperio.

Las pirámides en el antiguo Egipto, zigurats de la Mesopotamia, la Acrópolis y el Partenón en Grecia, los acueductos romanos, la Vía Apia y el Coliseo, Teotihuacán, y el templo Brihadisvara de Thanjavur, entre muchas otras estructuras, se destacan como un testimonio de la inventiva y la habilidad de los ingenieros civiles y militares de la antigüedad. Otros monumentos o estructuras, que ya no están en pie, como los Jardines Colgantes de Babilonia y el Faro de Alejandría, fueron importantes logros de ingeniería de su tiempo y se consideraron entre las más importantes Siete maravillas del mundo antiguo.
Las seis máquinas simples clásicas se conocían en el antiguo Cercano Oriente. La cuña y el plano inclinado (rampa) se conocían desde tiempos prehistóricos. La rueda, junto con el mecanismo de rueda y eje, se inventó en la Mesopotamia (el actual Irak) durante el quinto milenio antes de Cristo. El mecanismo de palanca apareció por primera vez hace unos 5000 años en el Cercano Oriente, donde se utilizó en una balanza simple, y para mover objetos grandes en la antigua tecnología egipcia. La palanca también se utilizó en el shadoof (dispositivo de elevación de agua), la primera máquina grúa, que apareció en la Mesopotamia alrededor del año 3000 a. C., y luego en la tecnología del antiguo Egipto alrededor del año 2000 a. C. La evidencia más antigua de poleas se remonta a Mesopotamia a principios del segundo milenio a. C., y al antiguo Egipto durante la XII Dinastía (1991-1802 a. C.). El tornillo, la última de las máquinas simples que se inventaron, apareció por primera vez en Mesopotamia durante el período neoasirio (911-609) a. C. Las pirámides egipcias se construyeron utilizando tres de las seis máquinas simples, el plano inclinado, la cuña y la palanca, para crear estructuras como la Gran Pirámide de Guiza.
El primer ingeniero civil conocido por su nombre es Imhotep. Como uno de los funcionarios del faraón, Djosèr, probablemente diseñó y supervisó la construcción de la pirámide de Djoser (la pirámide escalonada) en Saqqara, Egipto alrededor del 2630 al 2611 a. C. Las primeras máquinas prácticas accionadas por agua, la rueda de agua y el molino de agua, aparecieron por primera vez en el Imperio Persa, en lo que ahora son Irak e Irán, a principios del siglo IV a. C.
En Kush se desarrolló la Sakia durante el siglo IV a. C., que dependía de la energía animal en lugar de la energía humana. Los hafirs se desarrollaron como un tipo de depósito en Kush para almacenar y contener agua, así como para impulsar el riego. Se emplearon zapadores para construir calzadas durante las campañas militares. Los antepasados kushitas construyeron speos durante la Edad de Bronce entre el 3700 y el 3250 a. C. También se crearon hornos bajos y altos hornos durante el siglo VII a. C. en Kush.
La antigua Grecia desarrolló máquinas tanto en dominios civiles como militares. El mecanismo de Antikythera, una computadora analógica mecánica conocida temprana, y las invenciones mecánicas de Arquímedes, son ejemplos de la ingeniería mecánica griega. Algunos de los inventos de Arquímedes, así como el mecanismo de Antikythera, requirieron un conocimiento sofisticado de engranajes diferenciales o engranajes epicíclicos, dos principios clave en la teoría de máquinas que ayudaron a diseñar los trenes de engranajes de la Revolución Industrial, y que todavía se utilizan ampliamente en diversos campos como la robótica e ingeniería automotriz.
Los antiguos ejércitos chinos, griegos, romanos y hunos empleaban máquinas e inventos militares como la artillería, que fue desarrollada por los griegos alrededor del siglo IV aC, el trirreme, la balista y la catapulta. En la Edad Media, se desarrolló el trabuquete.

### Edad Media
Las primeras máquinas eólicas prácticas, el molino de viento y la bomba eólica, aparecieron por primera vez en el mundo musulmán durante la Edad de Oro islámica, en lo que ahora son Irán, Afganistán y Pakistán, en el siglo IX d. C. La primera máquina práctica a vapor fue un rotador de espiedo impulsado por una turbina de vapor, descrito en 1551 por Taqi al-Din Muhammad ibn Ma'ruf en el Egipto otomano.
La desmotadora de algodón se inventó en la India en el siglo VI d. C.. y la rueca se inventó en el mundo islámico a principios del siglo XI, ambos inventos fundamentales para el crecimiento de la industria algodonera. La rueca también fue una precursora de la desmotadora giratoria, que fue un desarrollo clave durante la Revolución Industrial temprana en el siglo XVIII. El cigüeñal y el árbol de levas fueron inventados por Al Jazarí en el norte de Mesopotamia alrededor de 1206, y más tarde se convirtieron en fundamentales para la maquinaria moderna, como la máquina de vapor, el motor de combustión interna y los controles automáticos.
Las primeras máquinas programables se desarrollaron en el mundo musulmán. Un secuenciador de música, un instrumento musical programable, fue el primer tipo de máquina programable. El primer secuenciador de música fue un flautista automático inventado por los hermanos Banu Musa, descrito en su Libro de dispositivos ingeniosos, en el siglo IX. En 1206, Al Jazarí inventó autómatas / robots programables. Describió a cuatro músicos autómatas, incluidos los bateristas operados por una caja de ritmos programable, donde podrían hacerse para tocar diferentes ritmos y diferentes patrones de tambor. El reloj del castillo, un reloj astronómico mecánico accionado por fuerza del agua fue inventado por Al-Jazari, y fue el primer ordenador programable analógico.

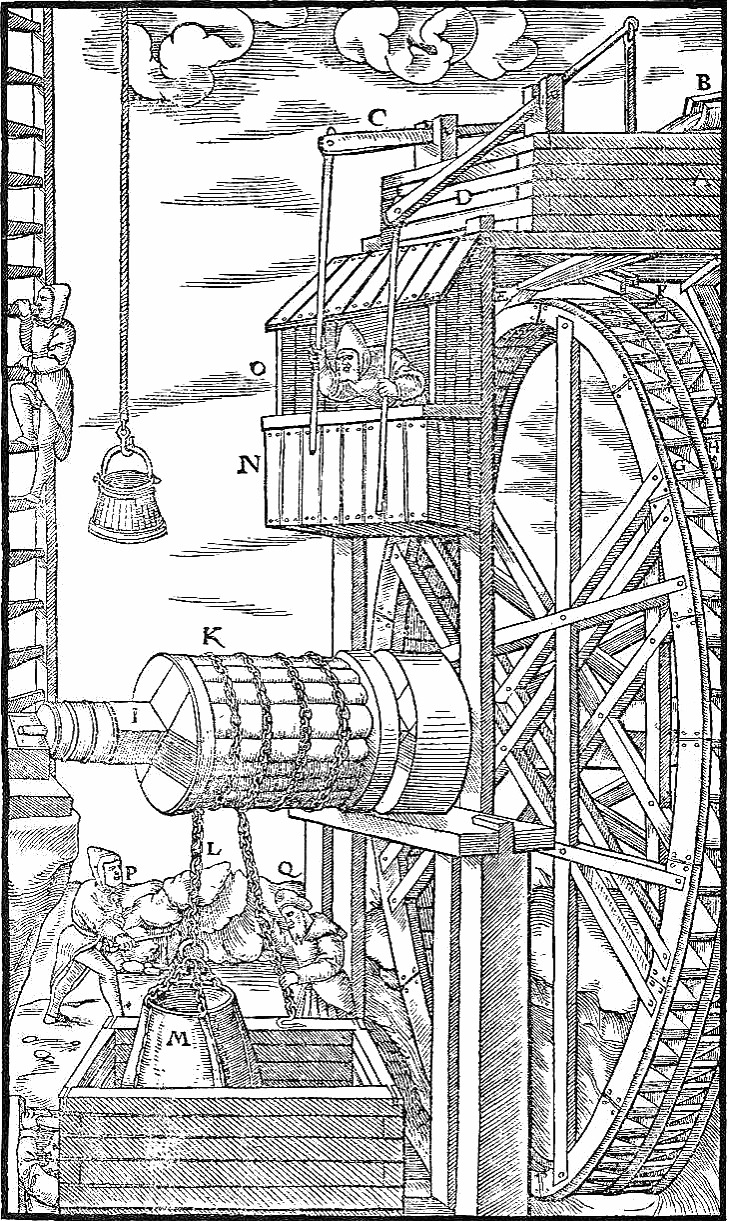
Un elevador de mina accionado hidraulicamente utilizado para extraer mineral, ca. 1556

Antes del desarrollo de la ingeniería moderna, las matemáticas fueron utilizadas por artesanos, tales como molineros, relojeros, fabricantes de instrumentos y topógrafos. Aparte de estas profesiones, no se creía que las universidades tuvieran mucha importancia práctica para la tecnología.: 32 
Una referencia estándar para el estado de las artes mecánicas durante el Renacimiento es el tratado de ingeniería minera «De re metallica» (1556), que también contiene secciones sobre geología, minería y química. De re metallica fue la referencia química estándar durante los siguientes 180 años.

### Edad Moderna

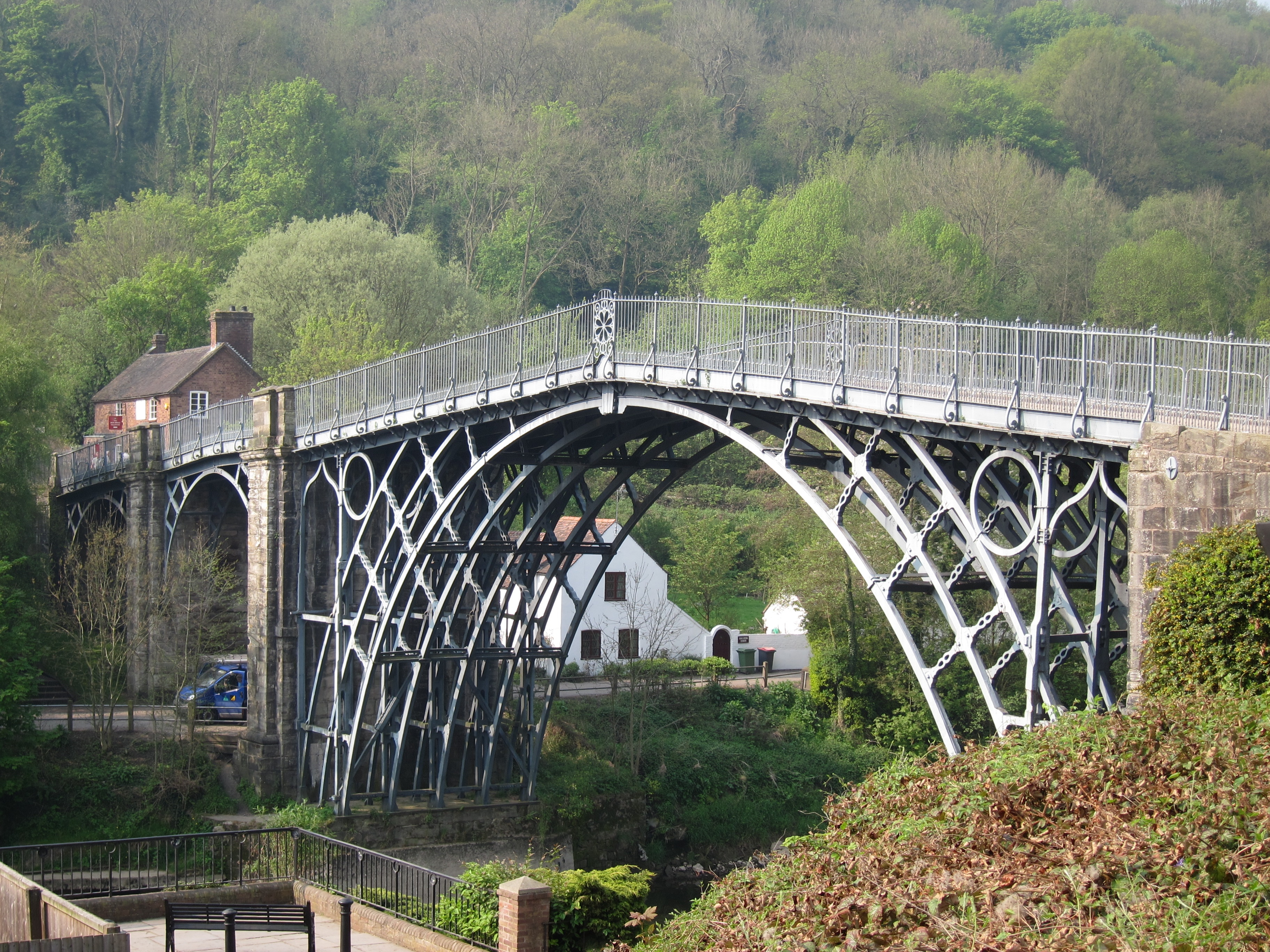
El uso de la máquina de vapor permitió sustituir el coque por carbón vegetal en la fabricación de hierro, lo que redujo el costo del hierro, y proporcionó a los ingenieros un nuevo material para construir puentes. Los primeros puentes estaban hechos de hierro fundido, que pronto fue reemplazado por hierro forjado menos quebradizo como material estructural.

La ciencia de la mecánica clásica, a veces llamada mecánica newtoniana, formó la base científica de gran parte de la ingeniería moderna. Con el surgimiento de la ingeniería como profesión en el siglo XVIII, el término se aplicó de manera más estricta a los campos en los que las matemáticas y las ciencias se aplicaban con estos fines. De manera similar, además de la ingeniería civil y militar, los campos entonces conocidos como artes mecánicas se incorporaron a la ingeniería.
La construcción de canales fue una importante obra de ingeniería durante las primeras fases de la Revolución Industrial.
John Smeaton fue el primer ingeniero civil autoproclamado y a menudo considerado el «padre» de la ingeniería civil. Fue un ingeniero civil inglés responsable del diseño de puentes, canales, puertos y faros. También fue un hábil ingeniero mecánico y un físico eminente. Utilizando un modelo de rueda hidráulica, Smeaton realizó experimentos durante siete años, determinando formas de aumentar la eficiencia.: 127  Smeaton introdujo ejes y engranajes de hierro en las ruedas hidráulicas.: 69  Smeaton también hizo mejoras mecánicas en la máquina de vapor Newcomen. Smeaton diseñó el tercer faro de Eddystone(1755-1759), donde fue pionero en el uso de «cal hidráulica» (una forma de mortero que se solidifica bajo el agua) y desarrolló una técnica que involucra bloques de granito en cola de milano en la construcción del faro. Es importante en la historia, el redescubrimiento y desarrollo del cemento moderno, porque identificó los requisitos compositivos necesarios para obtener la «hidráulica» en la cal; trabajo que condujo en última instancia a la invención del cemento Portland.
La ciencia aplicada condujo al desarrollo de la máquina de vapor. La secuencia de eventos comenzó con la invención del barómetro y la medición de la presión atmosférica por Evangelista Torricelli en 1643, demostración de la fuerza de la presión atmosférica por Otto von Guericke usando los hemisferios de Magdeburgo en 1656, experimentos de laboratorio de Denis Papin, quien construyó un modelo experimental de máquinas de vapor y demostró el uso de un pistón, que publicó en 1707. Edward Somerset, segundo marqués de Worcester publicó un libro de 100 invenciones que contiene un método para elevar el agua similar a una cafetera. Samuel Morland, un matemático e inventor que trabajó en bombas, dejó notas en la Oficina de Ordenanzas de Vauxhall sobre un diseño de bomba de vapor que leyó Thomas Savery. En 1698, Savery construyó una bomba de vapor llamada «El amigo del minero». Empleaba tanto vacío como presión. El comerciante de hierro Thomas Newcomen, que construyó la primera máquina de vapor a pistón comercial en 1712, no tenía ninguna formación científica.: 32 

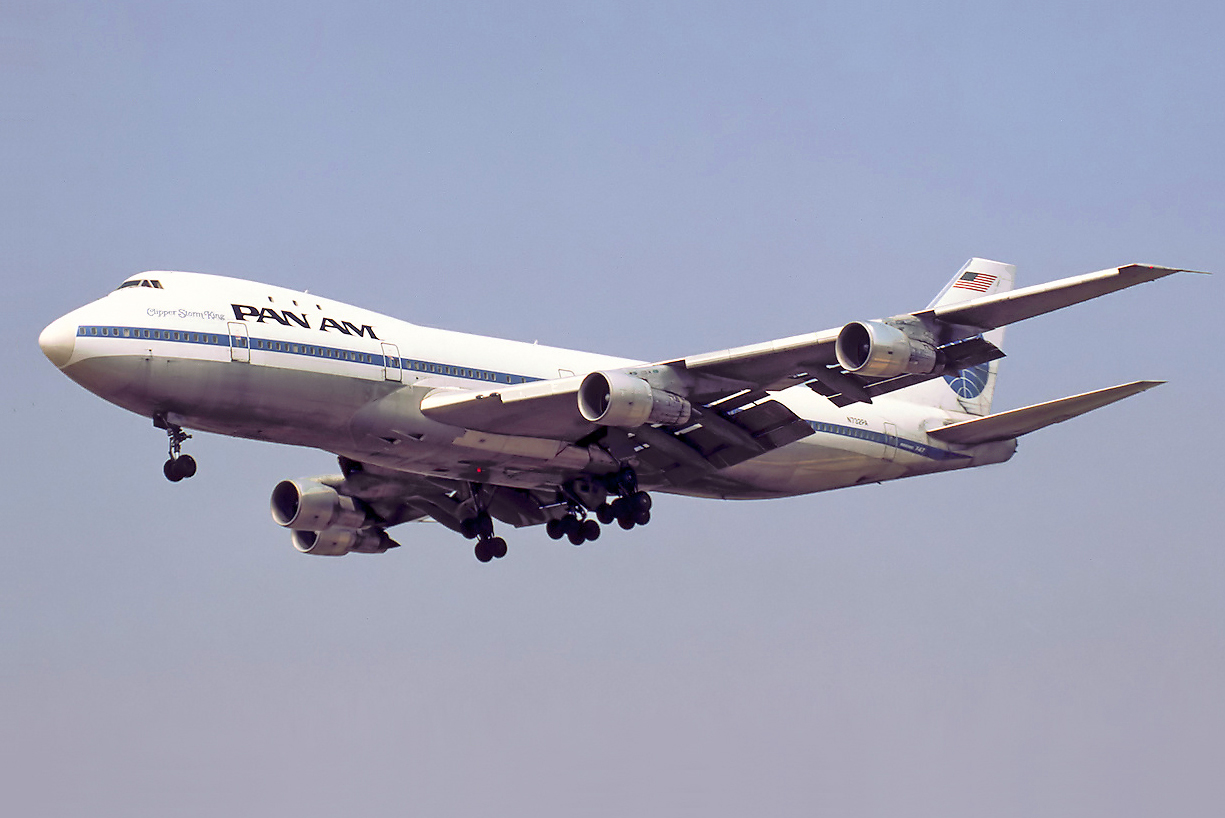
Avión jumbo.

El uso de cilindros de soplado de hierro fundido accionados por vapor para proporcionar aire presurizado para altos hornos condujo a un gran aumento en la producción de hierro a fines del siglo XVIII. Las temperaturas más altas de los hornos que se hicieron posibles con el alto rendimiento a vapor permitieron el uso de más cal en los altos hornos, lo que permitió la transición del carbón al coque. Estas innovaciones redujeron el costo del hierro, haciendo prácticos los ferrocarriles para caballos y los puentes de hierro. El proceso de pudelación, patentado por Henry Cort en 1784, produjo grandes cantidades de hierro forjado. El Hot Blast, patentado por James Beaumont Neilsonen 1828, redujo considerablemente la cantidad de combustible necesario para fundir el hierro. Con el desarrollo de la máquina de vapor de alta presión, la relación potencia/peso de las máquinas de vapor hizo factible la operación de barcos de vapor y locomotoras. [55] Los nuevos procesos de fabricación de acero, como el proceso Bessemer y el horno de hogar abierto, marcaron el comienzo de un área de ingeniería pesada a finales del siglo XIX.
Uno de los ingenieros más famosos de mediados del siglo XIX fue Isambard Kingdom Brunel, que construyó ferrocarriles, astilleros y barcos de vapor.

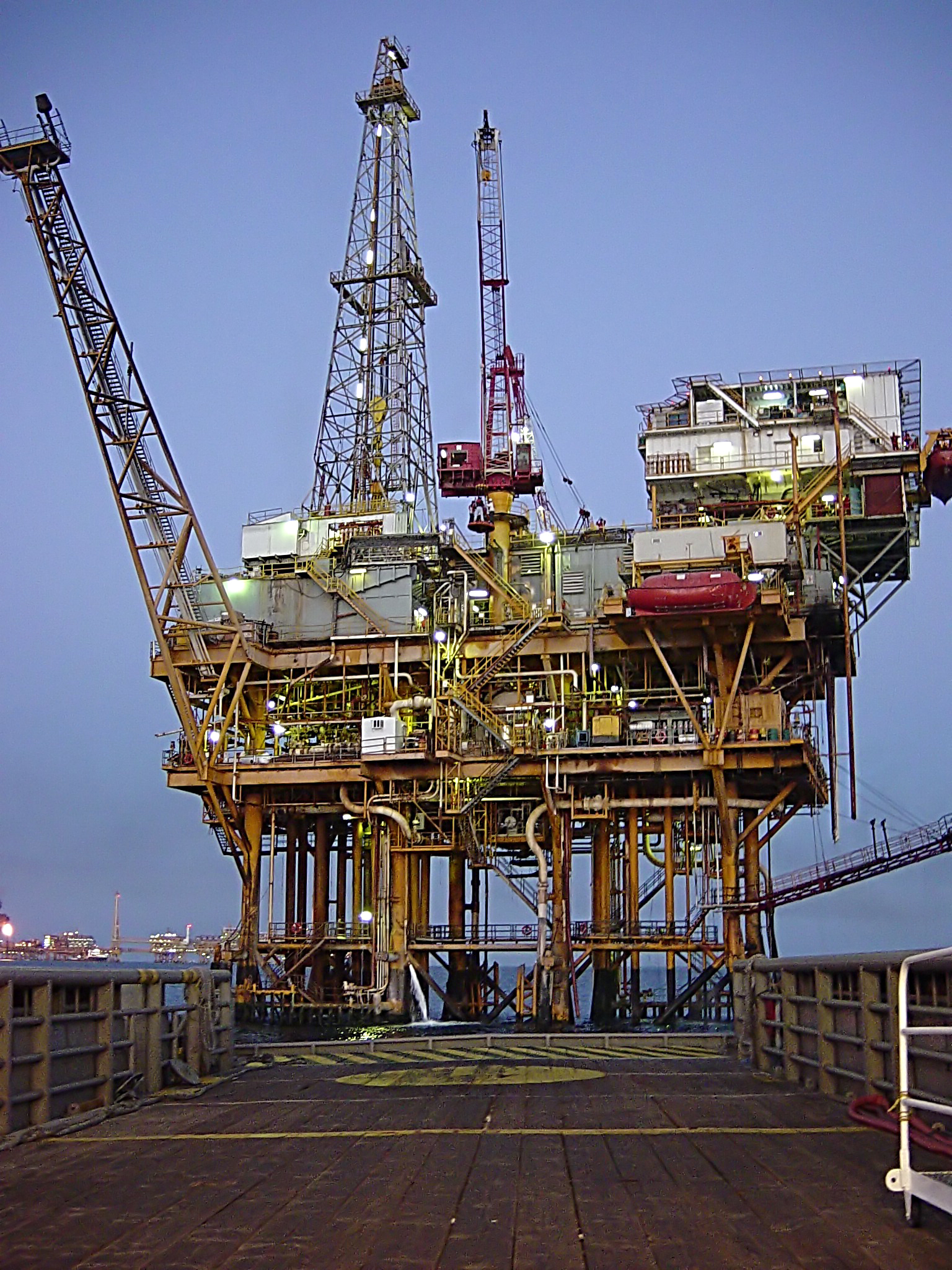
Plataforma de perforación petrolera costa afuera, Golfo de México.

La Revolución Industrial creó una demanda de maquinaria con piezas metálicas, lo que llevó al desarrollo de varias máquinas herramienta. No era posible perforar cilindros de hierro fundido con precisión hasta que John Wilkinson inventó su máquina perforadora, que se considera la primera máquina herramienta. Otras máquinas herramienta incluyeron el torno de tallado de tornillo, la fresadora, el torno de torreta y la cepilladora de metales. Las técnicas de mecanizado de precisión se desarrollaron en la primera mitad del siglo XIX. Estos incluyeron el uso de gigas para guiar la herramienta de mecanizado sobre el trabajo y accesorios para mantener el trabajo en la posición adecuada. Las máquinas herramienta y las técnicas de mecanizado capaces de producir piezas intercambiables condujeron a una producción industrial a gran escala a finales del siglo XIX.
El censo de Estados Unidos de 1850 enumeró la ocupación de «ingeniero» por primera vez con un recuento de 2000. Había menos de cincuenta graduados en ingeniería en los EE. UU. antes de 1865. En 1870 había una docena de graduados en ingeniería mecánica en EE. UU., y ese número aumentó a cuarenta y tres por año en 1875. En 1890, había seis mil ingenieros en civil, minería, mecánica y Eléctrica.
No hubo cátedra de mecanismo aplicado y mecánica aplicada en Cambridge hasta 1875, y ninguna cátedra de ingeniería en Oxford hasta 1907. Alemania estableció universidades técnicas antes.
Los fundamentos de la ingeniería eléctrica en el siglo XIX incluyeron los experimentos de Alessandro Volta, Michael Faraday, Georg Ohm y otros y la invención del telégrafo eléctrico en 1816 y el motor eléctrico en 1872. El trabajo teórico de James Clerk Maxwell (ver: ecuaciones de Maxwell) y Heinrich Hertz a finales del siglo XIX dieron origen al campo de la electrónica. Las últimas invenciones del tubo de vacío y el transistor aceleró aún más el desarrollo de la electrónica hasta tal punto que los ingenieros eléctricos y electrónicos superan actualmente en número a sus colegas de cualquier otra especialidad de ingeniería. La ingeniería química se desarrolló a finales del siglo XIX. La fabricación a escala industrial demandaba nuevos materiales y nuevos procesos y para 1880 la necesidad de producción de productos químicos a gran escala era tal que se creó una nueva industria, dedicada al desarrollo y fabricación a gran escala de productos químicos en nuevas plantas industriales. El papel del ingeniero químico fue el diseño de estas plantas y procesos químicos.
El horno solar de Odeillo en los Pirineos Orientales en Francia puede alcanzar temperaturas de hasta 3500 °C. La ingeniería aeronáutica se ocupa del diseño de procesos de diseño de aeronaves, mientras que la ingeniería aeroespacial es un término más moderno que amplía el alcance de la disciplina al incluir el diseño de naves espaciales. Sus orígenes se remontan a los pioneros de la aviación a principios del siglo XX, aunque recientemente se ha fechado el trabajo de Sir George Cayley como de la última década del siglo XVIII. El conocimiento inicial de la ingeniería aeronáutica fue en gran parte empírico con algunos conceptos y habilidades importados de otras ramas de la ingeniería.
El primer doctorado en ingeniería (técnicamente, ciencia aplicada e ingeniería) otorgado en los Estados Unidos fue para Josiah Willard Gibbs en la Universidad de Yale en 1863; también fue el segundo doctorado en ciencias otorgado en los EE. UU.
Solo una década después de los exitosos vuelos de los hermanos Wright, hubo un amplio desarrollo de la ingeniería aeronáutica a través del desarrollo de aviones militares que se utilizaron en la Primera Guerra Mundial. Mientras tanto, la investigación para proporcionar antecedentes científicos fundamentales continuó combinando la física teórica con experimentos.

## Regulación y concesión de licencias para ingenierías
La regulación de la profesión de ingeniería está establecida por numerosas legislaciones en el mundo para proteger la seguridad, la práctica y otros intereses para el público general y definir el procedimiento de licenciatura por el cual un ingeniero es autorizado para proveer servicios profesionales al público.

## La ciencia y la ingeniería (investigación vs. diseño)
La ciencia investiga, le interesa saber, su producto son los conocimientos.
La ingeniería por su lado, aplica todos aquellos conocimientos que son el resultado de la investigación. Le interesa el conocimiento de la ciencia en la medida en que lo pueda aplicar; el producto son las obras y los aparatos físicos que crea.

## Especializaciones y ramas de la ingeniería

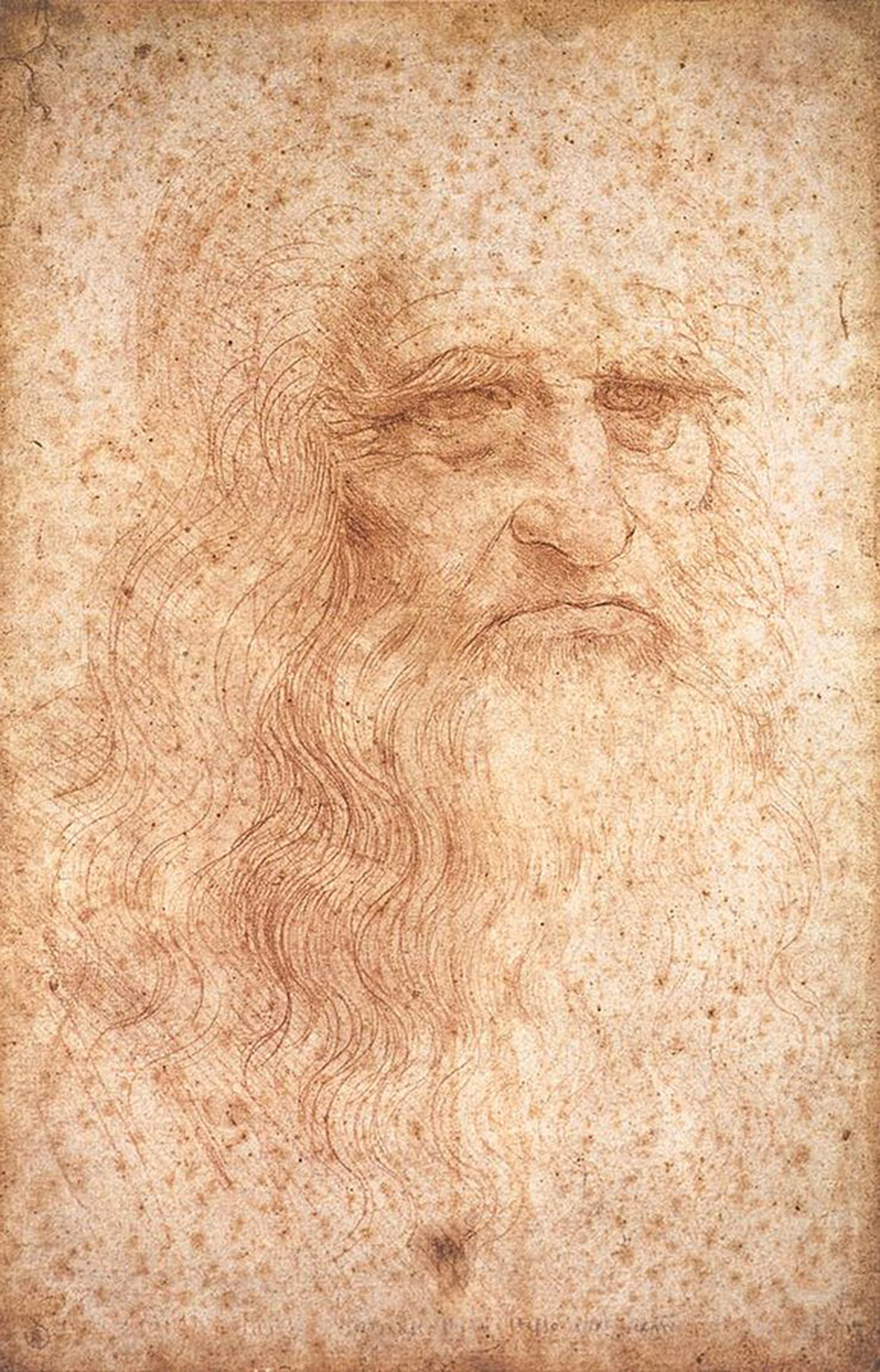
Leonardo da Vinci ha sido descrito como el epítome del artista/ingeniero.

La ingeniería tenía antiguamente dos ramas fundamentales: militar y civil. Esta última dio origen a la ramas mecánica y eléctrica. De las ramas citadas, derivan las demás.

### Derivada de la Ciencia militar
- Ingeniería militar

### Ingeniería Militar
Es la rama de la ingeniería que da apoyo a las actividades de combate y logística de los ejércitos mediante un sistema MCP —movilidad, contramovilidad y protección— construyendo puentes, campos minados, pasarelas, etc. Los ingenieros se encargan también de aumentar el poder defensivo por medio de construcciones o mejoramiento de estructuras de defensa. Además de sus misiones clásicas de apoyo en combate en situaciones de guerra, actúa en épocas de paz colaborando en la solución de problemas de infraestructura de índole nacional.

### Derivadas de la Ingeniería militar
- Ingeniería en armamento
- Ingeniería balística
- Ingeniería civil
- Ingeniería en maquinarias de asedio
- Ingeniería en politécnica militar

### Ingeniería civil
Se caracterizan por tener una base científica y tecnológica. Son ingenierías de nivel superior y de un alto grado de complejidad (la duración de un programa de calidad satisfactoria es de 6 años). Cada una de estas ingenierías tienen como tronco común las bases de la ingeniería civil: estructuras, construcción, geotecnia, hidráulica, sanitaria, ambiental, transporte, así como también en ciencias básicas, ciencias económicas y administrativas, ciencias de la ingeniería, ingeniería aplicada según especialidad. Todas ellas tienen en común su actuación en el diseño, proyección y construcción de edificios, instalaciones, equipos, procesos y productos propios de la ingeniería civil, además de los de su especialidad.

### Derivadas de Ciencias de la Computación
- Ingeniería de control
- Ingeniería de sistemas
- Ingeniería de sistemas computacionales
- Ingeniería de sistemas de información
- Ingeniería de software
- Ingeniería de sonido
- Ingeniería de telecomunicaciones
- Ingeniería en tecnologías de información
- Ingeniería en automatización y control industrial
- Ingeniería en computación
- Ingeniería en computadores
- Ingeniería en conectividad y redes
- Ingeniería en multimedia
- Ingeniería en redes
- Ingeniería informática
- Ingeniería mecatrónica

### Derivadas de las Ciencias de la conducta
- Ingeniería del comportamiento
- Ingeniería social

### Derivadas de las Ciencias naturales
- Ingeniería ambiental
- Ingeniería biológica
- Ingeniería biomédica
- Ingeniería biónica
- Ingeniería biotecnológica
- Ingeniería genética
- Ingeniería geológica
- Ingeniería física
- Ingeniería química

### Derivadas de la Economía
- Ingeniería administrativa
- Ingeniería comercial
- Ingeniería económica
- Ingeniería empresarial
- Ingeniería financiera
- Ingeniería industrial

### Derivadas de la Ingeniería agrícola
- Ingeniería agroempresarial
- Ingeniería agroforestal
- Ingeniería Agronómica
- Ingeniería agropecuaria
- Ingeniería de Alimentos
- Ingeniería de la producción en agroecosistemas
- Ingeniería de montes
- Ingeniería de montes y forestal
- Ingeniería en zootecnia
- Ingeniería pesquera
- Ingeniería técnica forestal

### Derivadas de la Ingeniería Civil
- Ingeniería agrícola
- Ingeniería ambiental
- Ingeniería Civil en Agroindustrias
- Ingeniería del transporte
- Ingeniería eléctrica
- Ingeniería estructural
- Ingeniería hidráulica
- Ingeniería mecánica
- Ingeniería oceánica
- Ingeniería sanitaria
- Ingeniería topográfica

### Derivadas de la Ingeniería eléctrica
- Ingeniería de control
- Ingeniería de la energía
- Ingeniería de telecomunicaciones
- Ingeniería electromecánica
- Ingeniería electrónica
- Ingeniería en computadores

### Derivadas de la Ingeniería empresarial
- Ingeniería de seguridad
- Ingeniería logística

### Derivadas de la Ingeniería física
- Ingeniería geofísica
- Ingeniería nuclear

### Derivadas de la Ingeniería geológica
- Ingeniería de minas
- Ingeniería del petróleo
- Ingeniería geotécnica

### Derivadas de la Ingeniería industrial
Disciplina de base tecnológica, con una formación satisfactoria en ciencias básicas e ingeniería aplicada en cada una de las especialidades correspondientes, para el diseño y desarrollo de productos y procesos, propios de su especialidad. Su duración promedio es de 4 a 5 años. Las especialidades más comunes actualmente son:
- Ingeniería agroindustrial
- Ingeniería de calidad
- Ingeniería de procesos
- Ingeniería de producción
- Ingeniería de producto
- Ingeniería en mantenimiento industrial

### Derivadas de la Ingeniería mecánica
- Ingeniería acústica
- Ingeniería aeronáutica
- Ingeniería automotriz
- Ingeniería electromecánica
- Ingeniería en climatización
- Ingeniería en mantenimiento mecánico
- Ingeniería en refrigeración
- Ingeniería espacial
- Ingeniería ferroviaria
- Ingeniería mecatrónica
- Ingeniería naval

### Derivadas de la Ingeniería química
- Ingeniería bioquímica
- Ingeniería de alimentos
- Ingeniería de materiales
- Ingeniería metalúrgica
- Ingeniería petroquímica

### Derivada de la Matemática
- Ingeniería matemática

## La ingeniería y la Humanidad
A inicios del siglo XXI la ingeniería en sus muy diversos campos ha logrado explorar los planetas del sistema solar con alto grado de detalle, destacan los exploradores que se introducen hasta la superficie planetaria; también ha creado un equipo capaz de derrotar al campeón mundial de ajedrez; ha logrado comunicar al planeta en fracciones de segundo; ha generado internet y la capacidad de que una persona se conecte a esta red desde cualquier lugar de la superficie del planeta mediante una computadora portátil y teléfono satelital; ha apoyado y permitido innumerables avances de la ciencia médica, astronómica, química y en general de cualquier otra. Gracias a la ingeniería se han creado máquinas automáticas y semiautomáticas capaces de producir con muy poca ayuda humana grandes cantidades de productos como alimentos, automóviles y teléfonos móviles. Elisa Leonida Zamfirescu (1887-1973) fue la primera mujer ingeniera del mundo. En 1909 se inscribió en la Academia Real Técnica de Berlín, Charlottemburgen y se graduó en 1912.

### Uno de los pilares del avance occidental
Se ha dicho que Occidente se ha baso en tres pilares (la religión judío/cristiana, la filosofía griega y el derecho romano) a lo que en el siglo XX se añadió también la ingeniería, de la que los romanos fueron los máximos exponentes de su época y nunca dejó de cultivarse pese a los muchos altibajos. Escritores como el sirio Osama Kur Ali a comienzos del siglo XX reconocía los muchos avances que había contribuido a traer las ingenierías occidentales:

Aprendimos el tendido de las líneas férreas, a abrir túneles y construir puentes, carreteras, puentes, diques y faros, a excavar pozos artesanos, a alzar casas de muchos pisos, a producir electricidad y tender sus cables, a alumbrar con ella ciudades y aldeas, la circulación de vehículos públicos por las urbes y sus suburbios, a instalar el nuevo correo, la telegrafía y el telégrafo sin hilos, submarino y por radio, la organización de las ciudades y los ayuntamientos, a abrir calles y plazas, a pavimentar los caminos y superar las cuestas, a llevar las aguas limpias por canalizaciones y fuentes, a desecar las zonas pantanosas, a aligerar las epidemias de enfermedades oculares que dejaban ciegas a muchas gentes, tomamos prestadas las bases del ejército, el sistema de buques de vapor, el establecimiento de negociados, el método de recaudación y la administración de pagadurías públicas y de aduanas.

Las distintas ingenierías forman parte de las carreras más difíciles, demandadas y mejor pagadas del mundo, las englobadas dentro del acrónimo CITM o CITEM. No está claro si fueron las segundas o las primeras en entrar en este grupo, incluso antes que las matemáticas.

### Limitaciones
Pese a los avances de la ingeniería, la Humanidad no ha logrado eliminar el hambre del planeta, ni mucho menos la pobreza, siendo evitable la muerte de un niño de cada tres en el año 2005. Sin embargo, además de ser este un problema de ingeniería, es principalmente un problema de índole social, político y económico.
Un aspecto negativo que ha generado la ingeniería y compete en gran parte resolver a la misma es el impacto ambiental que muchos procesos y productos emanados de estas disciplinas han generado y es deber y tarea de la ingeniería contribuir a resolver el problema.

## Primeras escuelas de ingeniería
En sus inicios la Ingeniería estuvo vinculada, casi exclusivamente a actividades militares, gubernamentales y religiosas. Basta con mencionar los caminos, puentes, murallas, torres, faros, puertos, monumentos funerarios y otras construcciones. En tiempos de paz la Ingeniería fue puesta al servicio del bienestar del Ser Humano, al margen de la guerra y los ejércitos. De ahí que cuando, en el siglo XIX, algunas Universidades empezaron a ofrecer esta carrera, la llamaron ingeniería civil para distinguirla de la ejercida por los militares (ingeniería militar).
A continuación se listan algunas de las primeras escuelas universitarias en Europa y América:
- École nationale des ponts et chaussées de París, Francia, 1747.
- Academia de Minas de Freiberg, Alemania, 1765.
- Academia de Artillería [Segovia] España, 1764. Como resultado de la cuestión Artillera, y como castigo al cuerpo de Artillería, el general Primo de Rivera eliminó la doble titulación de teniente de Artillería e ingeniero industrial a los graduados en dicha Academia.
- Academia de Minería y Geografía Subterránea de Almadén de Almadén, España, fundada en 1777 por el rey Carlos III, que en 1835 sería trasladada a la Escuela Técnica Superior de Ingenieros de Minas de Madrid, quedando la de Almadén como escuela práctica, que en la actualidad pervive a través de la Escuela Universitaria Politécnica de Almadén. Poco después, en 1802, a instancias del Conde de Floridablanca que acababa de crear también el Cuerpo, se crea la Escuela de Caminos de Madrid.[60] En el año 1857, de acuerdo con la ley Moyano, se crearían las escuelas superiores de ingenieros de Barcelona, Gijón, Sevilla, Valencia y Vergara aunque, exceptuando la de Barcelona, todas ellas dejarían de funcionar por escasez de medios materiales. En 1913 se fundó la Escuela Nacional de Aviación en Getafe.
- École Nationale Supérieure d'Arts et Métiers (Arts et Métiers ParisTech), Francia, fundada en 1780 por hijos de soldados. Es la más importante de las escuelas de ingenieros francesas (más de seis mil estudiantes); principalmente reconocida por su diploma en ingeniería mecánica e industrial.
- Academia Real de Fortificação, Artilharia e Desenho, en Lisboa, Portugal, 1790.
- El Real Seminario de Minería, en México, comienza a operar en enero de 1792. Estuvo encargado de la iniciativa de formar ingenieros en México para «promover el bien común y el progreso» mediante la aplicación de la ciencia a la innovación técnica, según los ideales de su época. Es por tanto la primera institución de su tipo en América. La Facultad de Ingeniería de la UNAM al igual que el Instituto Politécnico Nacional (I.P.N.) y la Universidad Autónoma Metropolitana (UAM) son herederas directas de esa tradición y también lo son, indirectamente, las otras escuelas de ingeniería mexicanas.
- Real Academia de Artilharia, Fortificação e Desenho, en Río de Janeiro, Brasil, 1792.
- Escuela Técnica Superior de Praga, 1806.
- Facultad de Ciencias Físicas y Matemáticas, Universidad de Chile, 1842.
- Escuela de Artes y Oficios, Universidad de Santiago de Chile, 1848.
- Universidad de Ciencias Aplicadas Ámsterdam, 1877.
- Escuela Técnica Superior de Viena, 1815.
- Escuela Técnica Superior de Karlsruhe, 1825.
- Facultad de Minas de la Universidad Nacional de Colombia, fundada en 1886.
- En Estados Unidos la primera escuela de ingenieros se creó en Nueva York en 1849.
- En España la primera Ingeniería Eléctrica, Mecánica y química se creó en Barcelona en la Salle en 1903.
- En Sudamérica en otro importante ámbito industrial se destaca también la pionera Escuela Nacional de Minas fundada en 1906, actualmente Facultad Nacional de Ingeniería de la Universidad Técnica de Oruro.

## Arte
Aquí están las conexiones entre la ingeniería y el arte, que son directos, en algunos campos, por ejemplo, la arquitectura, arquitectura del paisaje y el diseño industrial (incluso estas disciplinas a veces pueden ser incluidas en una Facultad de la Universidad de Ingeniería); e indirecta en otros.
El Instituto de Arte de Chicago, por ejemplo, organizó una exposición sobre el arte del diseño aeroespacial de la NASA. El puente diseñado por Robert Maillart es percibido por algunos como artística. En la Universidad del Sur de Florida, un profesor de ingeniería, a través de una subvención con la Fundación Nacional de Ciencias, ha desarrollado un curso que se conecta el arte y la ingeniería. Entre los famosos de la historia, Leonardo Da Vinci es un artista del Renacimiento y un ingeniero bien conocido, y un excelente ejemplo del vínculo entre el arte y la ingeniería.
Del mismo modo, existen numerosos puentes que han sido considerados como monumentos con categoría de Patrimonio Mundial por la UNESCO, como el acueducto Pontcysyllte o el conjunto de los puentes del centro de París.